# Tramsgrav
Tramsgrav är ett naturreservat i Mora kommun i Dalarnas län. Området är naturskyddat sedan 2001 och är 52 hektar stort. 
Från sjön Stor-Tramsen rinner Tramsbäcken ned till Dyverdalen och reservatet utgörs av skogen som omger dalgången där bäcken rinner. Skogen i dalgången är fullskiktad (det finns träd i alla storleksklasser) högrest granskog. Hänglavar är här vanliga. Markvegetationen är frodig med flera olika örter, gräs och ormbunkar. Vid bäcken finns även gamla gråalar. Närmast sjön växer blåbärstallskog med inslag av asp och sälg. Arter som hittats i reservatet är lunglav, garnlav, violettgrå tagellav, harticka, ullticka, doftskinn, spindelblomster och ögonpyrola.
Skogsavverkning har tidigare skett vid Tramsbäcken. I reservatet finns rester av en gammal skogshuggarkoja och spår efter en körväg för häst. Avverkningen utgjordes troligtvis av dimensionshuggningar där man bara tog träd vars stam var grövre än en viss diameter. 

Från parkeringen vid Tramsgravs norra sida går en markerad 3,5 km lång stigslinga genom reservatets olika miljöer. 

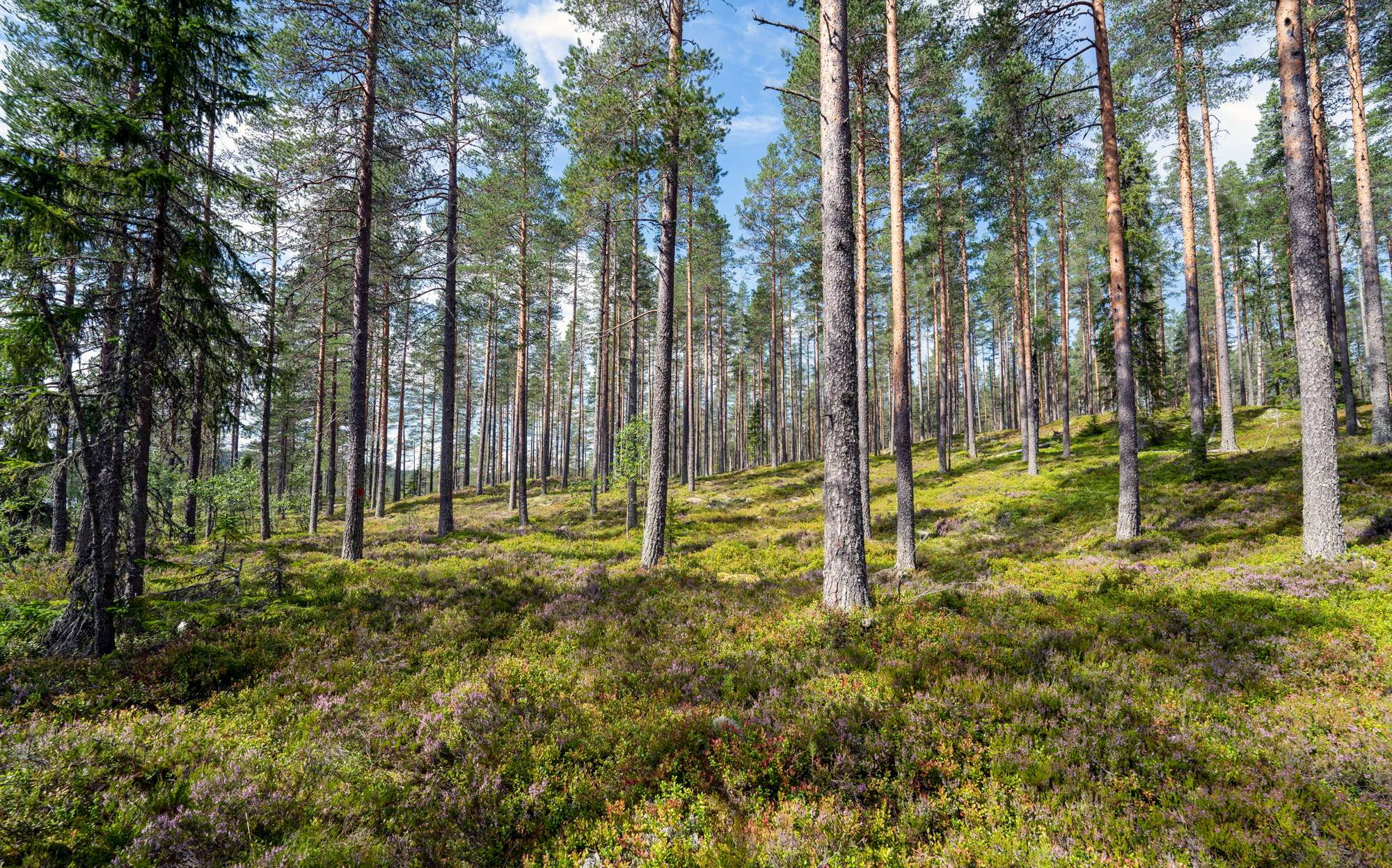
Blåbärstallskog närmast Stor-Tramsen.
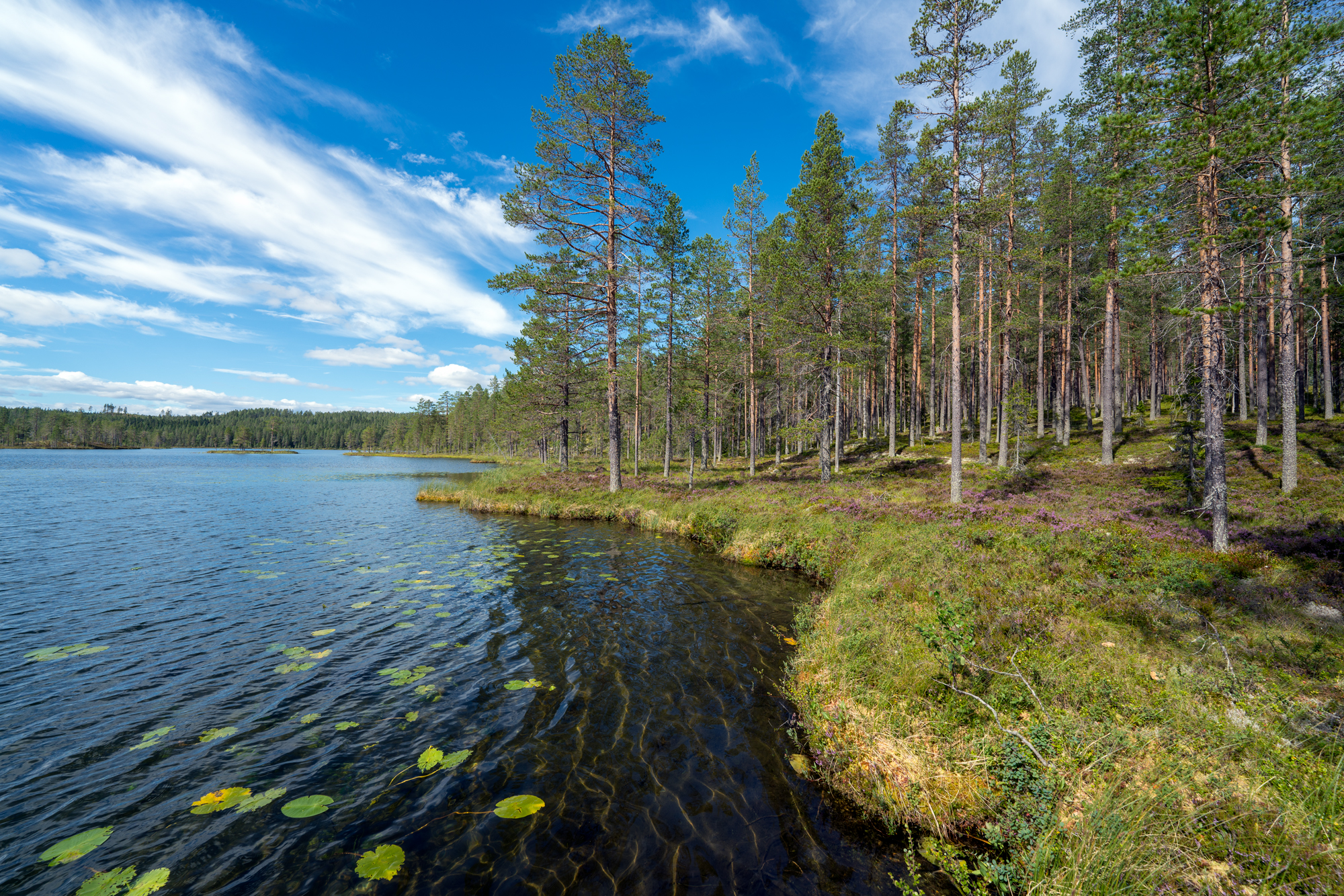
Sjön Stor-Tramsen.
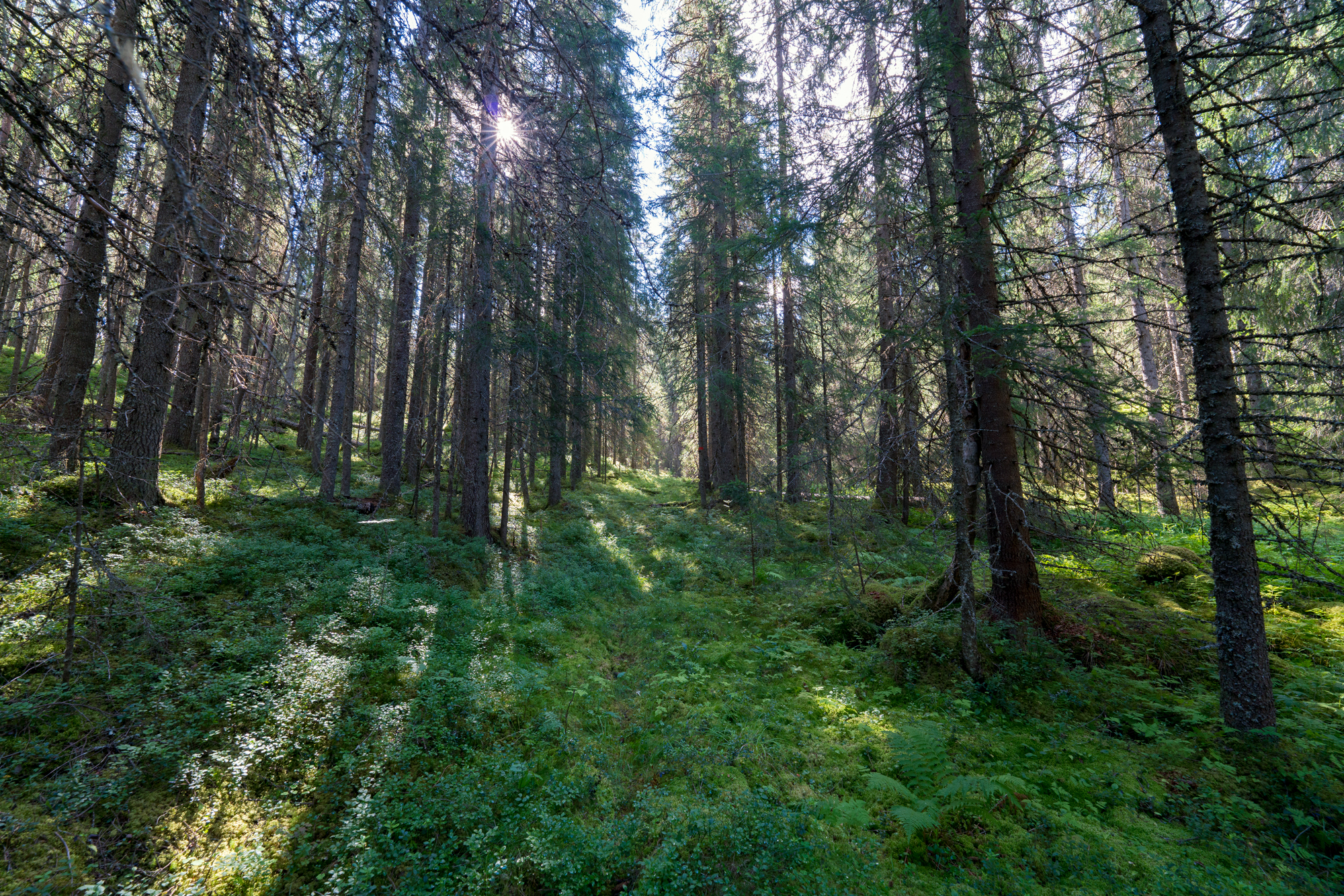
Fullskiktad granskog runt Tramsbäcken.
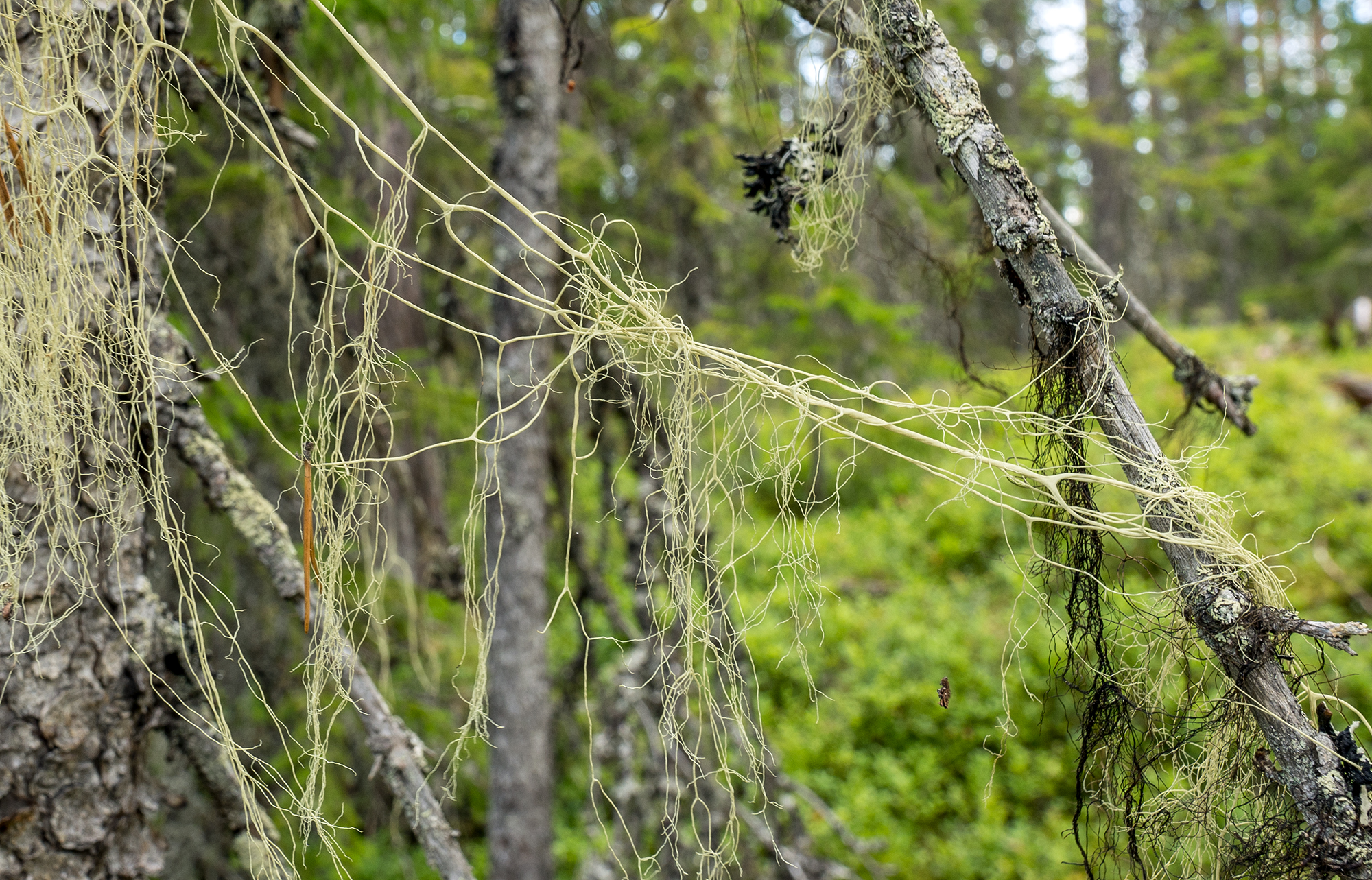
Hänglavar: garnlav (ljus) och manlav (mörk).
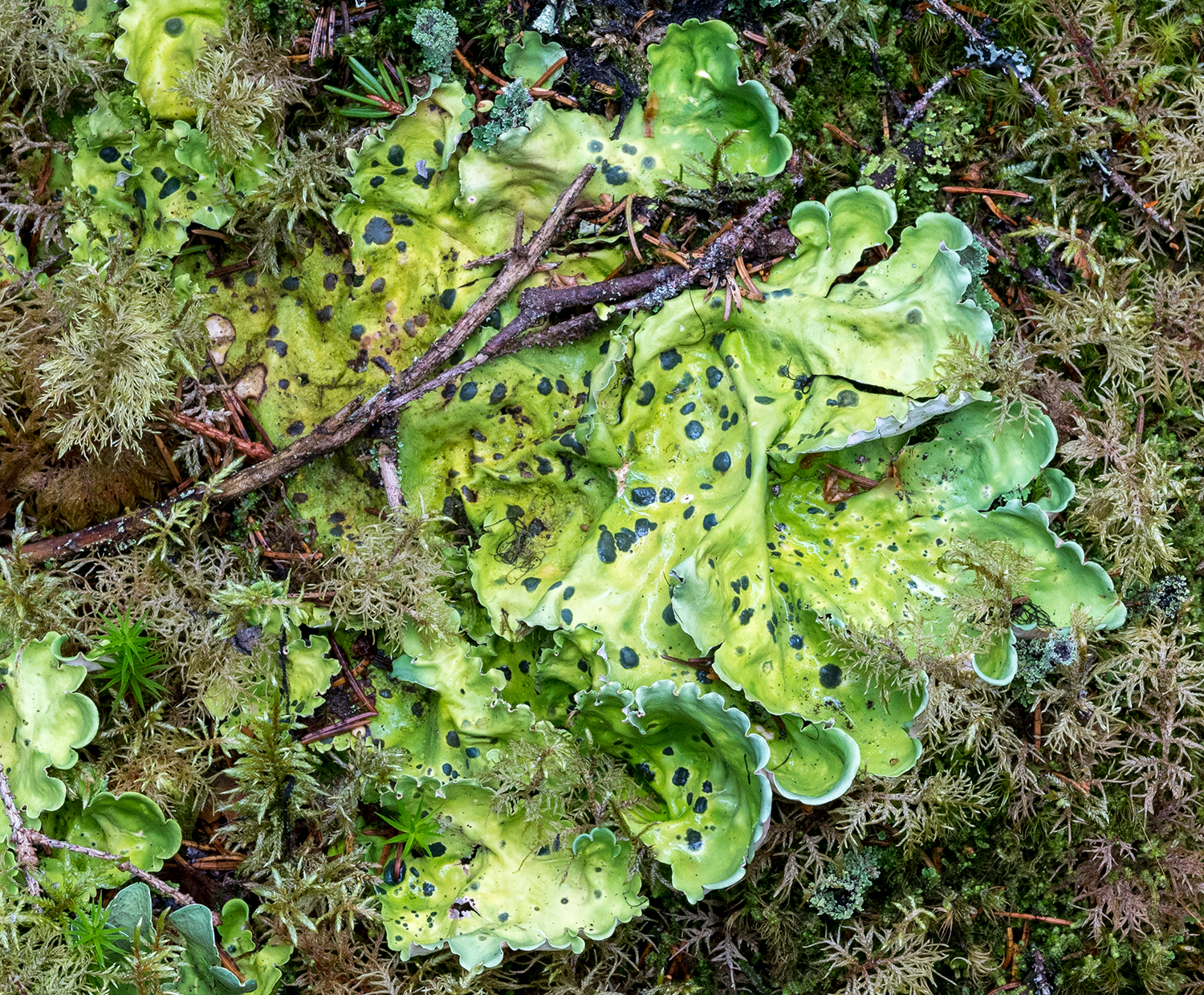
Norrlandslav.
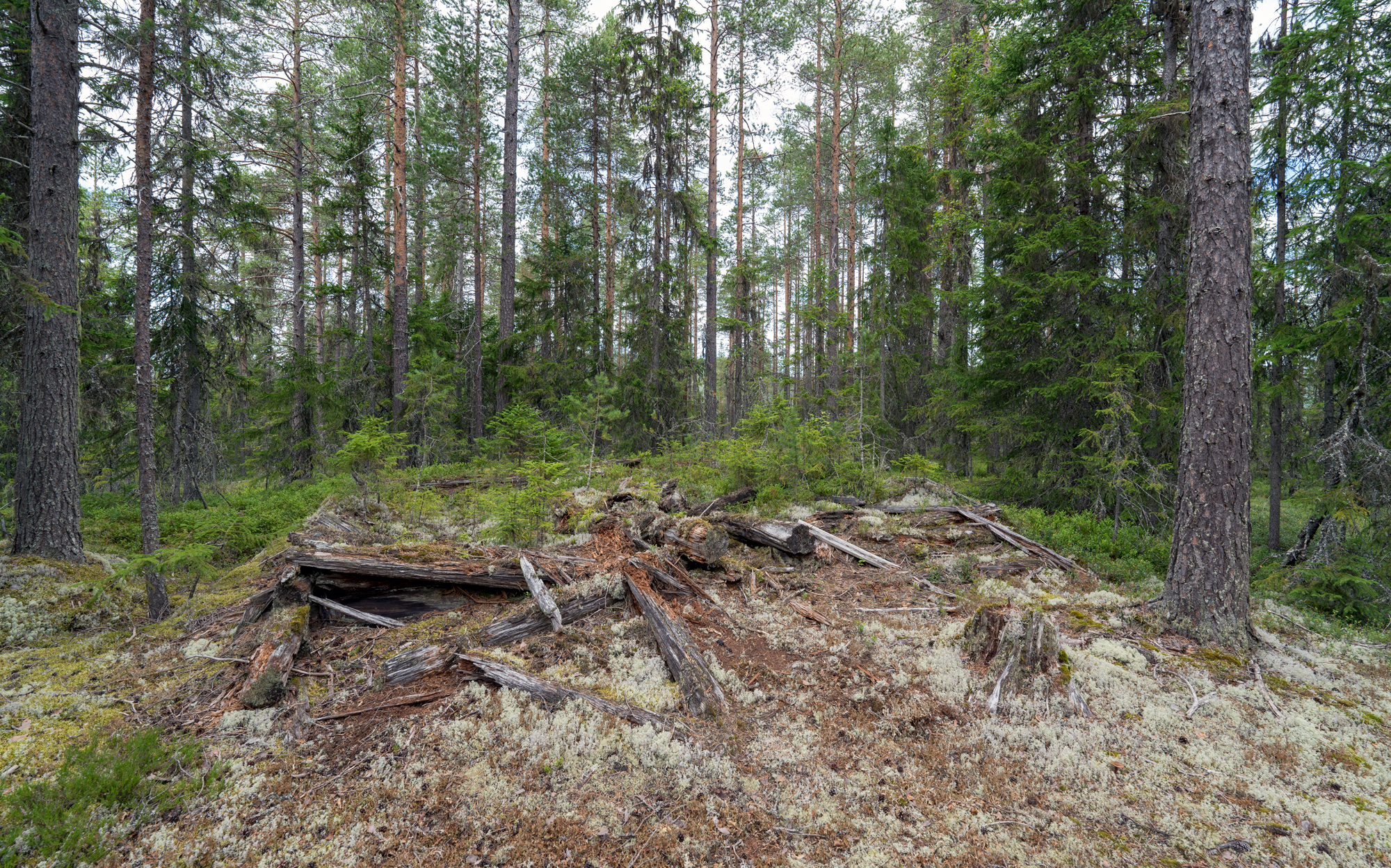
Rester av en gammal skogshuggarkoja.